# Rio Grande Mud
Rio Grande Mud (англ. Грязь Рио-Гранде) — второй студийный альбом американской рок-группы ZZ Top, выпущенный в 1972 году.

## История
Вскоре после выхода дебютного альбома, ZZ Top приступили к записи второго альбома. Он был записан на студии Robin Hood Studios в Тайлере, Техас, США, поступил в продажу 4 апреля 1972 года. Название альбома переводится как «Грязь Рио-Гранде», реки, протекающей по границе США и Мексики в Техасе. Эту реку вынуждены пересекать нелегальные эмигранты из Мексики.
После выхода альбома Rio Grande Mud группа осталась локальной группой, никогда не выезжавшей для выступления далее, чем на сотню миль от Хьюстона. В 1972 году ZZ Top выступили перед 38-тысячной аудиторией на стадионе Хьюстонского университета. Тем не менее, популярность коллектива начала расти, а учитывая тот факт, что осенью 1972 года группа с её новым альбомом была удостоена обзора в журнале Rolling Stone, то популярность постепенно перешагнула границы южных штатов США.
С такой широкой ротацией на радио даже при небольшом промушне ZZ Top способны, разумеется, добраться до вершин. Rio Grande Mud — это хороший альбом для людей, кто наслаждается бескомпромиссным рок-н-роллом на бескомпромиссной громкости.
Оригинальный текст (англ.)With wider airplay and a little promotion, ZZ Top could, indeed, reach the top. Rio Grande Mud is a good album for people who enjoy uncompromising rock & roll at uncompromising volume
Расширяющаяся популярность не осталась незамеченной: в 1972 году группе было предложено выступать на разогреве у The Rolling Stones и в 1973 году группа во время тура The Rolling Stones на Гавайях, приняла участие в концерте.
В сравнении с предыдущим альбомом, Rio Grande Mud стал немного более тяжёлым, с более насыщенным гитарным звуком, однако при этом сохранился стиль блюз-рока, смесь буги и блюза. Отмечалось даже, что альбом «базируется на старых надоевших клише блюз-рока». Также было отмечено, что вместе с несколько возросшей тяжестью, стало более уверенным исполнение.
…Rio Grande Mud обнаружил, что звук группы стал более насыщенным и уверенным в студии, чем в их дебютной попытке. В течение всех 10 «грязных» песен, Хилл и барабанщик Фрэнк Бирд обеспечивают упругое, роковое тело и тяжёлую блюзовую основу для вокала Гиббонса и чаще всего, сногсшибательных гитарных ходов. 
Оригинальный текст (англ.)…Rio Grande Mud finds the band sounding more full-bodied and confident in the studio than on their initial effort. Throughout Mud‘s 10 songs, Hill and drummer Frank Beard provide a supple, rock solid and blues-heavy foundation for Gibbons’ vocals and frequently stunning guitar excursions.
Критик журнала Rolling Stone Джон Когель сравнивал стиль группы с John Mayall & the Bluesbreakers и Fleetwood Mac, утверждая, что группа играет в большей степени британский, нежели американский блюз.
По мнению Марка Приндла «Гитара такая же, как и на первом альбоме, и я не заметил особой разницы в текстах». Про лирику группы также было сказано что «Тексты можно описать лишь как избитые…ZZ Top и не предназначены для того, чтобы источать светские размышления или глубоко трогать чувства».
Самой успешной в коммерческом плане песней на альбоме была «Francine», которая была издана синглом и добралась до 69-го места в чарте синглов. Это был первый успех группы. На сингле первую сторону пластинки занимала англоязычная версия песни, а вторую — испаноязычная. Однако последняя не прижилась, ибо, по воспоминаниям Дасти Хилла, когда он был в одном из баров Мексики, местная группа (все участники которой говорили по-испански), исполняла «Francine» на английском (вероятно, просто заучив на слух, когда песню крутили по радио).
После выхода альбома появился и такой отзыв критика: «ZZ Top громкие. ZZ Top грубые и временами звучат как смертельно раненый морской слон, пойманный в море усилителей».
В 1987 году альбом был ремикширован и выпущен на компакт-диске. Все песни альбома, за исключением «Mushmouth Shoutin’», «Apologies to Pearly» и «Down Brownie», были выпущены на ре-ремиксе 2003 года Chrome, Smoke & BBQ. В 2013 году вышла оригинальная запись в высоком цифровом разрешении, и она вошла в состав релиза The Complete Studio Albums (1970—1990).

## Список композиций
| №   | Название                            | Длительность |
| --- | ----------------------------------- | ------------ |
| 1.  | «Francine»                          | 3:33         |
| 2.  | «Just Got Paid»                     | 4:49         |
| 3.  | «Mushmouth Shoutin’»                | 3:41         |
| 4.  | «Ko Ko Blue»                        | 4:56         |
| 5.  | «Chevrolet»                         | 3:47         |
| 6.  | «Apologies to Pearly»               | 2:39         |
| 7.  | «Bar-B-Q»                           | 3:34         |
| 8.  | «Sure Got Cold After the Rain Fell» | 7:39         |
| 9.  | «Whiskey’n Mama»                    | 3:20         |
| 10. | «Down Brownie»                      | 2:53         |

### Сторона А
- «Francine» (Гиббонс, Кенни Кордпрэй, Стив Перрон) — 3:33.

«Francine» (рус. Франсин). Первый хит группы ZZ Top, однако он не имеет отношения к блюз-року, а представляет собой поп-роковую композицию с запоминающимся гитарным риффом и накладкой партии вибрафона в буги-стиле. В песне, что можно предположить, речь идёт о некоей девушке, по имени Франсин, причём тринадцатилетней. По этому поводу критик Марк Приндл сказал, что:
…ну что ж, песня Франсин рассказывает что-то о том, как один из этих бородатых козлов-участников группы интенсивно любит тринадцатилетнюю девочку. Я полагаю, что всё-таки эта песня о собаке или ком-то таком.  
Оригинальный текст (англ.)…well «Francine» appears to be about one of the bearded billy goat band members' intense love for 13-year-old girl. I guess it could be about a dog or something; 
Роберт Кристгау отметил, что «показательно, что авторство единственной запоминающейся песни, Франсин, небольшого, но заслуженного хита — не принадлежит участникам группы».
- «Just Got Paid» (Гиббонс, Хэм) — 4:49.

«Just Got Paid» (рус. Только что получил деньгу). Песня представляет собой тяжёлый, шероховатый южный буги и наряду с первой песней на альбоме, демонстрирует ещё один запоминающийся гитарный рифф. Как отметил критик журнала Rolling Stone «Как и ожидается, ZZ Top подчеркивает главенство музыки в сравнении с текстами, которые имеются главным образом для того, чтоб как-то сопровождать музыкальные аранжировки. В «Just Got Paid», например Гиббонс, бормоча голосом Джонни Винтера, проглатывает два куплета, чтобы побыстрей добраться до бриджа, где он свободно режет со слайд-гитары горячее соло». В песне речь идёт о мелком грабителе, промышляющем гоп-стопом: «I Just Got Paid» можно перевести как «Только что срубил денег», «Я собрал плату» и т. п. Интересно, что на концертах группе приходилось прекращать исполнение песни, так как публика начинала забрасывать музыкантов монетами.
- «Mushmouth Shoutin’» (Гиббонс, Хэм) — 3:41.

«Mushmouth Shoutin’» (рус. Каша во рту). Название песни двусмысленно, его можно переводить и как «разговор с набитым ртом», и как «пьяный, бессвязный разговор». Нередко в такой манере афроамериканцы исполняли блюз, и Гиббонс подражает этой манере в своём исполнении Более того, название песни имеет некий сексуальный подтекст, как «выстрел в грязный рот». Музыкально песня представляет собой очень медленный блюз с обширным использованием губной гармоники, и в нём мужчина упрекает свою любимую девушку в неправильном отношении к её «папочке». Один из критиков отозвался о песне, как о «просто разочаровании от начала и до конца. Чертовски медленная»
- «Ko Ko Blue» (Гиббонс, Хилл, Бирд) — 4:56

«Ko Ko Blue» (рус. Ко-Ко Блу). В песне речь идёт о девушке по имени (прозвищу) Ко-Ко Блу, от которой исполнитель без ума и хочет постараться удовлетворить её (ко-ко — в нигерийском сленге человек, обладающий (обладающая) большим сексуальным опытом, а в гаитянско-креольском — вагина). Типичный южный блюз-рок с неординарной гитарной партией и губной гармоникой.
- «Chevrolet» (Гиббонс) — 3:47

«Chevrolet» (рус. Шевроле). Название песни — это название автомобиля и в песне даже упоминается марка Chevrolet 41. Текст повествует о путешествии на этом автомобиле, в нём содержатся реальные места путешествия (городок Саймонтон, река Бразос). Открывается песня неординарным гитарным риффом, и в ней содержится самое длинное на альбоме гитарное соло. Утверждается, что необычный гитарный звук связан с тем, что Гиббонс использовал в качестве медиатора монетку песо.

### Сторона B
- «Apologies to Pearly» (Гиббонс, Хилл, Бирд, Хэм) — 2:39

«Apologies to Pearly» (рус. Извинения перед жемчужинкой). Инструментальная композиция, на которой Билли Гиббонс играет на слайд-гитаре. По мнению Марка Приндла эта композиция — «слайдгитарное бесцельное ползание по 12-тактовому инструменталу».
- «Bar-B-Q» (Гиббонс, Хэм) — 3:34

«Bar-B-Q» (рус. Bar-B-Q). С музыкальной точки зрения песню достаточно высоко оценивают как образец блюз-рока с «огненным гитарным риффом и дымящимся соло», «скоростное аутентичное буги-вуги». В противовес этому, текст песни незамысловат даже в сравнении с другими песнями группы. Исполнитель задаётся вопросом, почему же девушка не хочет дать отведать её «барбекю».
- «Sure Got Cold After the Rain Fell» (Гиббонс) — 6:49

«Sure Got Cold After the Rain Fell» (рус. Конечно, после дождя похолодало). «Абсолютно великолепная баллада, причиняющая боль», «абсолютно лучшая песня в мире, для того, чтобы ставить её снова и снова в 3 часа ночи, когда вы потеряли свою девушку». Медленный блюз в южном стиле, от имени мужчины, от которого ушла его любимая: «Явно, после дождя похолодало, но дождя не с неба, а из моих глаз».
- «Whiskey’n Mama» (Гиббонс, Хилл, Бирд, Хэм) — 3:20

«Whiskey’n Mama» (рус. Виски-мамочка; отвязная мамочка). Стандартная блюз-роковая композиция с обычным гитарным риффом. Текст от лица мужчины, который ждёт дома свою подружку-мамочку, но она не приходит, шатаясь по барам.
- «Down Brownie» (Гиббонс) — 2:53

«Down Brownie» (рус. Вниз по шоколадке). Героиня песни — афроамериканка, с которой встречается автор песни. Она живёт в городке, населённом чернокожими, и поэтому белому с ней небезопасно встречаться. В песне обыгрывается также выражение даунтаун (downtown, центр города), в сленге женские гениталии, как самая важная часть подружки. «Заводной, шероховатый южный блюз-рок».

## Участники записи
- Билли Гиббонс — гитара, вокал
- Дасти Хилл — бас-гитара, бэк-вокал, вокал на «Francine» и «Chevrolet»
- Фрэнк Бирд (как Рубе Бирд) — ударные, перкуссия
- Пит Тикл — акустическая гитара на «Mushmouth Shoutin’»
- Билл Хэм — продюсер
- Робин Брайан — звукооператор

## Позиции в хит-парадах
Еженедельные чарты:
| Год  | Чарт                           | Высшая позиция | Пребывание в чарте |
| ---- | ------------------------------ | -------------- | ------------------ |
| 1972 | Австралия (Kent Music Report)  | 85             | нет данных         |
| 1972 | США (Billboard Top LPs & Tape) | 104            | 10 недель          |